# Red team
Een red team, rood team, is een groep die organisaties helpt zichzelf te verbeteren door verzet te bieden tegen het standpunt van de organisatie die ze helpen. Ze zijn vaak effectief in het helpen van organisaties om culturele vooroordelen te overwinnen en hun probleemoplossend vermogen te vergroten.
De term komt oorspronkelijk uit de Verenigde Staten en werd gebruikt in het leger en bij de (militaire-)inlichtingendiensten. Een red team werd gebruikt voor het uitvoeren van simulaties om de eigen organisatie en de verdediging daarvan te testen. Het red team heeft hierin vaak de rol van de 'vijand'. Een zeer specifiek en klein red team wordt ook een red cell, rode cel, genoemd. Waar er sprake is van een verdediging tegen een red team dan wordt deze rol uitgevoerd door een blue team, blauw team, dat vaak de eigen organisatie vertegenwoordigt. Red teams zijn vaak onderdeel van de eigen organisatie, of daardoor ingehuurd, maar kunnen ook onafhankelijk en ongevraagd opereren. Dit laatste gebeurt vooral richting publieke organisaties.
Het toepassen van simulaties met een red team is ook gebruikelijk in de computerbeveiliging.
Tijdens de coronacrisis in Nederland verkreeg het Red Team C19 NL bekendheid met ongevraagde en kritische adviezen aan de Nederlandse overheid als alternatief voor de adviezen van zowel het Outbreak Management Team als het RIVM. Het Red Team werd ook door de vaste Kamercommissie van VWS uitgenodigd.. Het Red Team C19 NL hief zichzelf eind oktober 2021 op .
In Vlaanderen wordt de term 'RED team' ook gebruikt voor gespecialiseerde medische teams of teams van de brandweer. Het gaat hier echter om reddingsteams en niet om advies of een simulatie.